# 亚洲研究协会
亚洲研究协会 (英語：Association for Asian Studies, AAS) 是一个学术非政府非营利学会，面向所有对亚洲研究感兴趣的学者。总部位于美国密歇根州安娜堡。全世界范围内大约有 8,000名会员，囊括了亚洲所有的国家和地区以及各个领域，亚洲研究协会也是亚洲研究领域方面最大的组织。

## 历史
第一次世界大战结束后，在洛克菲勒基金会支持下，交给Mortimer Graves，让他大力发展中国研究。赖德烈1955年回忆到由于美国人民对于远东地区知之甚少才发起这个倡议。Mortimer Graves当时和恒慕义有工作来往。 1941年亚洲研究期刊发布第一批成员信息，成立远东协会，也就是亚洲研究协会的前身。二战结束后，大约200多人于1948年4月2日参加在哥伦比亚大学举行的会议， 在美国东方学会年度会议之后，推举出恒慕义出任第一任会长。1956年协会改名为现在的名字，想把南亚和东南亚的领域也囊括进去，参会者也由1948年的200人渐渐增加，1949年举行第一次年会人数达到605。1963年已经达到2434人。
协会每年会组织会员年会，每年春季在北美举行，大约3000名会员参加。此外还有发布会，地区会议和其他活动。亚洲研究协会是美国学术团体协会的成员之一，与其他姐妹成员共同组织活动，包括共同研究和信息交换。

## 延伸阅读
- Berger, Mark T. . New York London: RoutledgeCurzon. 2003  [2017-05-19]. ISBN 0415325285. （原始内容存档于2016-04-29）.
- Hucker, Charles O. . Seattle: Published for the Association for Asian Studies by the University of Washington Press. 1973. ISBN 0295952660.
- Latourette, Kenneth Scott. . Far Eastern Quarterly. 1955, 15 (3): 3–11.
- Pritchard, Earl H. . The Journal of Asian Studies. 1963, 22 (04): 513–523. doi:10.1017/s0021911800108447.